# Эллис, Джон Уиллис
Джон Уиллис Эллис (англ. John Willis Ellis; 23 ноября 1820 — 1 июля 1861) — американский политик, член Ассамблеи штата в 1844, 1846 и 1848 годах, который был 35-м губернатором Северной Каролины. В 1861 году он отказался прислать войска президенту Линкольну для войны против Южных штатов. При нём же штат Северная Каролина объявил о выходе из состава Союза. Эллис умер примерно через месяц после этого события.